# Championnat NCAA masculin de basket-ball 2001
Navigation
2000 2002
Le championnat NCAA de basket-ball 2001 a réuni 65 équipes NCAA dans un tournoi du 13 mars 2001 au 2 avril 2001. Le Final Four s'est déroulé du 31 mars au 2 avril 2001 dans le Hubert H. Humphrey Metrodome de Minneapolis et a été remporté par les Blue Devils de l'université Duke. Shane Battier, l'ailier des Blue Devils, a été élu Most Outstanding Player du tournoi.

## Final Four
|  | Demi-finales   | Demi-finales |      |    | Finale  | Finale  |
|  | Demi-finales   | Demi-finales |      |    | Finale  | Finale  |
|  |                |              |      |    |         |         |
|  | 31 mars        | 31 mars      |      |    | 2 avril | 2 avril |
|  | 31 mars        | 31 mars      |      |    | 2 avril | 2 avril |
|  | Duke           | 95           |      |    | 2 avril | 2 avril |
|  | Duke           | 95           |      |    | 2 avril | 2 avril |
|  | Maryland       | 84           |      |    | 2 avril | 2 avril |
|  | Maryland       | 84           | Duke | 82 |         |         |
|  | 31 mars        |              | Duke | 82 |         |         |
|  |                | Arizona      | 72   |    |         |         |
|  | Michigan State | Arizona      | 72   | 61 |         |         |
|  | Michigan State |              |      | 61 |         |         |
|  | Arizona        | 80           |      |    |         |         |
|  | Arizona        | 80           |      |    |         |         |